# Huitième district congressionnel d'Arizona
Le 8e district congressionnel de l'Arizona est un district du Congrès situé dans l'État américain de l'Arizona. Elle comprend de nombreuses banlieues au nord et à l'ouest de Phoenix, dans le Comté de Maricopa, en Arizona.
Après le redécoupage des élections générales de 2012, la nouvelle 8e circonscription englobe la majeure partie de la portion du Comté de Maricopa de l'ancienne 2e circonscription, tandis que la majeure partie de l'ancienne 8e circonscription est devenue la 2e circonscription. Elle est le successeur géographique et démographique de l'ancienne 2e ; alors que la 4e circonscription contient la majeure partie des terres de l'ancienne 2e, plus de 92 % des électeurs de l'ancienne 2e ont été dessinés dans la 8e.
Le district est actuellement représenté par le républicain Abraham Hamadeh.

## Histoire
L'Arizona a obtenu un huitième district congressionnel après le recensement de 2000. Il englobait à l'origine l'extrême sud-est de l'État. Il comprenait l'ensemble du Comté de Cochise et certaines parties des Comtés de Pima, Pinal et Santa Cruz. À toutes fins utiles, il s'agissait du successeur de ce qui avait été le 5e district de 1983 à 2003.
Le Républicain de longue date Jim Kolbe a pris sa retraite en 2007 et a été remplacé par la Démocrate Gabby Giffords, qui a été abattue et gravement blessée lors d'un événement public le 8 janvier 2011. Mme Giffords a démissionné de son siège en janvier 2012. Une élection spéciale qui a eu lieu le 12 juin 2012 a élu Ron Barber comme nouveau membre du Congrès.
Pour l'élection de 2012, Barber a été redécoupé dans le 2e district, qui comprend la majeure partie de l'ancien 8e district. Le 8e a été redécoupé pour inclure la quasi-totalité de la partie du Comté de Maricopa de l'ancien 2e district - comme mentionné ci-dessus, plus de 92 % de la population de l'ancien 2e. Le district était auparavant le 3e district de 1963 à 2003. Le membre du Congrès de ce district, le Républicain Trent Franks, a remporté l'élection pour le nouveau 8e district.

## Géographie
| #  | Comté    | Siège   | Population |
| -- | -------- | ------- | ---------- |
| 13 | Maricopa | Phoenix | 4 585 871  |

### Villes de 10 000 personnes ou plus
- Phoenix - 1 624 569
- Glendale - 248 325
- Peoria - 190 985
- Surprise - 143 148
- Sun City - 39 931
- Sun City West - 25 806
- New River - 17 290

## Historique de vote
| Année | Poste     | Résultats          |
| ----- | --------- | ------------------ |
| 2004  | Président | Bush 53 % – 46 %   |
| 2008  | Président | McCain 52 % – 46 % |
| 2012  | Président | Romney 62 % – 37 % |
| 2016  | Président | Trump 58 % – 37 %  |
| 2020  | Président | Trump 57 % – 41 %  |

John McCain, le nommé Républicain de 2008 était également un résident de l'Arizona, et un deux Sénateurs de l'État au Congrès des États-Unis.

## Liste des Représentants du district
L'Arizona a commencé à envoyer un huitième membre à la Chambre après le recensement de 2000. Avant cela, la majorité de l'actuel 8e district était celui du 5e district.
| Membre             | Parti       | Années                           | Congrès     | Histoire électorale                                                                             | Zone géographique, |
| ------------------ | ----------- | -------------------------------- | ----------- | ----------------------------------------------------------------------------------------------- | ------------------ |
| Jim Kolbe          | Républicain | 3 janvier 2003 - 3 janvier 2007  | 108e , 109e | Redécoupage depuis le 5e district. Réélu en 2002. Réélu en 2004. Retrait.                       | 2003–2013          |
| Gabrielle Giffords | Démocrate   | 3 janvier 2007 - 25 janvier 2012 | 110e - 112e | Élue en 2006. Réélue en 2008. Réélue en 2010. Démission.                                        | 2003–2013          |
| Vacant             | Vacant      | 25 janvier 2012 - 12 juin 2012   | 112e        |                                                                                                 | 2003–2013          |
| Ron Barber         | Démocrate   | 12 juin 2012 - 3 janvier 2013    | 112e        | Élu pour terminer le mandat de Gifford. Redécoupage vers le 2e district.                        | 2003–2013          |
| Trent Franks       | Républicain | 3 janvier 2013 - 8 décembre 2017 | 113e - 115e | Redécoupage depuis le 2e district. Réélu en 2012. Réélu en 2014. Réélu en 2016. Démission.      | 2013–2023          |
| Vacant             | Vacant      | 8 décembre 2017 - 7 mai 2018     | 115e        |                                                                                                 | 2013–2023          |
| Debbie Lesko       | Républicain | 7 mai 2018 - 3 janvier 2025      | 115e - 118e | Élue pour terminer le mandat de Frank. Réélue en 2018. Réélue en 2020. Réélue en 2022. Retrait. | 2013–2023          |
| Abraham Hamadeh    | Républicain | 3 janvier 2025 – en cours        | 119e        | Élu en 2024.                                                                                    | 2023–present:      |

## Résultats des précédentes élections
Voici les résultats des dix précédents cycles électoraux dans le district.

### 2004
| Élection de 2004 du 8e district congressionnel d'Arizona | Élection de 2004 du 8e district congressionnel d'Arizona | Élection de 2004 du 8e district congressionnel d'Arizona | Élection de 2004 du 8e district congressionnel d'Arizona | Élection de 2004 du 8e district congressionnel d'Arizona |
| -------------------------------------------------------- | -------------------------------------------------------- | -------------------------------------------------------- | -------------------------------------------------------- | -------------------------------------------------------- |
| Parti                                                    | Parti                                                    | Candidat                                                 | Votes                                                    | %                                                        |
|                                                          | Républicain                                              | Jim Kolbe (sortant)                                      | 183 363                                                  | 60,36                                                    |
|                                                          | Démocrate                                                | Eva Bacal                                                | 109 963                                                  | 36,20                                                    |
|                                                          | Libertarien                                              | Robert Anderson                                          | 10 443                                                   | 3,44                                                     |
| Total des votes                                          | Total des votes                                          | Total des votes                                          | 303 769                                                  | 100%                                                     |
|                                                          | Les Républicains conservent                              |                                                          |                                                          |                                                          |

### 2006
| Élection de 2006 du 8e district congressionnel d'Arizona | Élection de 2006 du 8e district congressionnel d'Arizona | Élection de 2006 du 8e district congressionnel d'Arizona | Élection de 2006 du 8e district congressionnel d'Arizona | Élection de 2006 du 8e district congressionnel d'Arizona |
| -------------------------------------------------------- | -------------------------------------------------------- | -------------------------------------------------------- | -------------------------------------------------------- | -------------------------------------------------------- |
| Parti                                                    | Parti                                                    | Candidat                                                 | Votes                                                    | %                                                        |
|                                                          | Démocrate                                                | Gabby Giffords                                           | 137 655                                                  | 54,25                                                    |
|                                                          | Républicain                                              | Randy Graf                                               | 106 790                                                  | 42,09                                                    |
|                                                          | Libertarien                                              | David F. Nolan                                           | 4849                                                     | 1,91                                                     |
|                                                          | Indépendant                                              | Jay Quick                                                | 4408                                                     | 1,74                                                     |
| Total des votes                                          | Total des votes                                          | Total des votes                                          | 253 720                                                  | 100%                                                     |
|                                                          | Les Démocrates prennent aux Républicains                 |                                                          |                                                          |                                                          |

### 2008
| Élection de 2008 du 8e district congressionnel d'Arizona | Élection de 2008 du 8e district congressionnel d'Arizona | Élection de 2008 du 8e district congressionnel d'Arizona | Élection de 2008 du 8e district congressionnel d'Arizona | Élection de 2008 du 8e district congressionnel d'Arizona |
| -------------------------------------------------------- | -------------------------------------------------------- | -------------------------------------------------------- | -------------------------------------------------------- | -------------------------------------------------------- |
| Parti                                                    | Parti                                                    | Candidat                                                 | Votes                                                    | %                                                        |
|                                                          | Démocrate                                                | Gabby Giffords (sortante)                                | 179 629                                                  | 54,72                                                    |
|                                                          | Républicain                                              | Tim Bee                                                  | 140 553                                                  | 42,82                                                    |
|                                                          | Libertarien                                              | Paul Davis                                               | 8081                                                     | 2,46                                                     |
| Total des votes                                          | Total des votes                                          | Total des votes                                          | 328 266                                                  | 100%                                                     |
|                                                          | Les Démocrates conservent                                |                                                          |                                                          |                                                          |

### 2010
| Élection de 2010 du 8e district congressionnel d'Arizona | Élection de 2010 du 8e district congressionnel d'Arizona | Élection de 2010 du 8e district congressionnel d'Arizona | Élection de 2010 du 8e district congressionnel d'Arizona | Élection de 2010 du 8e district congressionnel d'Arizona |
| -------------------------------------------------------- | -------------------------------------------------------- | -------------------------------------------------------- | -------------------------------------------------------- | -------------------------------------------------------- |
| Parti                                                    | Parti                                                    | Candidat                                                 | Votes                                                    | %                                                        |
|                                                          | Démocrate                                                | Gabby Giffords (sortante)                                | 138 280                                                  | 48,76                                                    |
|                                                          | Républicain                                              | Jesse Kelly                                              | 134 124                                                  | 47,30                                                    |
|                                                          | Libertarien                                              | Steven Stoltz                                            | 11 174                                                   | 3,94                                                     |
| Total des votes                                          | Total des votes                                          | Total des votes                                          | 283 578                                                  | 100%                                                     |
|                                                          | Les Démocrates conservent                                |                                                          |                                                          |                                                          |

### 2012 (spéciale)
| Élection spéciale de 2012 du 8e district congressionnel d'Arizona | Élection spéciale de 2012 du 8e district congressionnel d'Arizona | Élection spéciale de 2012 du 8e district congressionnel d'Arizona | Élection spéciale de 2012 du 8e district congressionnel d'Arizona | Élection spéciale de 2012 du 8e district congressionnel d'Arizona |
| ----------------------------------------------------------------- | ----------------------------------------------------------------- | ----------------------------------------------------------------- | ----------------------------------------------------------------- | ----------------------------------------------------------------- |
| Parti                                                             | Parti                                                             | Candidat                                                          | Votes                                                             | %                                                                 |
|                                                                   | Démocrate                                                         | Ron Barber                                                        | 111 203                                                           | 52,32                                                             |
|                                                                   | Républicain                                                       | Jesse Kelly                                                       | 96 465                                                            | 45,39                                                             |
|                                                                   | Vert                                                              | Charlie Manolakis                                                 | 4869                                                              | 2,29                                                              |
| Total des votes                                                   | Total des votes                                                   | Total des votes                                                   | 212 538                                                           | 100%                                                              |
|                                                                   | Les Démocrates conservent                                         |                                                                   |                                                                   |                                                                   |

### 2012
| Élection de 2012 du 8e district congressionnel d'Arizona | Élection de 2012 du 8e district congressionnel d'Arizona | Élection de 2012 du 8e district congressionnel d'Arizona | Élection de 2012 du 8e district congressionnel d'Arizona | Élection de 2012 du 8e district congressionnel d'Arizona |
| -------------------------------------------------------- | -------------------------------------------------------- | -------------------------------------------------------- | -------------------------------------------------------- | -------------------------------------------------------- |
| Parti                                                    | Parti                                                    | Candidat                                                 | Votes                                                    | %                                                        |
|                                                          | Républicain                                              | Trent Franks                                             | 172 809                                                  | 63,35                                                    |
|                                                          | Démocrate                                                | Gene_Scharer (en)                                        | 95 635                                                   | 35,06                                                    |
|                                                          | Americans Elect (en)                                     | Stephen Dolgos                                           | 4347                                                     | 1,59                                                     |
| Total des votes                                          | Total des votes                                          | Total des votes                                          | 272 791                                                  | 100%                                                     |
|                                                          | Les Républicains conservent                              |                                                          |                                                          |                                                          |

### 2014
| Élection de 2014 du 8e district congressionnel d'Arizona | Élection de 2014 du 8e district congressionnel d'Arizona | Élection de 2014 du 8e district congressionnel d'Arizona | Élection de 2014 du 8e district congressionnel d'Arizona | Élection de 2014 du 8e district congressionnel d'Arizona |
| -------------------------------------------------------- | -------------------------------------------------------- | -------------------------------------------------------- | -------------------------------------------------------- | -------------------------------------------------------- |
| Parti                                                    | Parti                                                    | Candidat                                                 | Votes                                                    | %                                                        |
|                                                          | Républicain                                              | Trent Franks (sortant)                                   | 128 710                                                  | 75,8                                                     |
|                                                          | Americans Elect (en)                                     | Stephen Dolgos                                           | 41 066                                                   | 24,2                                                     |
| Total des votes                                          | Total des votes                                          | Total des votes                                          | 169 776                                                  | 100%                                                     |
|                                                          | Les Républicains conservent                              |                                                          |                                                          |                                                          |

### 2016
| Élection de 2016 du 8e district congressionnel d'Arizona | Élection de 2016 du 8e district congressionnel d'Arizona | Élection de 2016 du 8e district congressionnel d'Arizona | Élection de 2016 du 8e district congressionnel d'Arizona | Élection de 2016 du 8e district congressionnel d'Arizona |
| -------------------------------------------------------- | -------------------------------------------------------- | -------------------------------------------------------- | -------------------------------------------------------- | -------------------------------------------------------- |
| Parti                                                    | Parti                                                    | Candidat                                                 | Votes                                                    | %                                                        |
|                                                          | Républicain                                              | Trent Franks (sortant)                                   | 204 942                                                  | 68,6                                                     |
|                                                          | Vert                                                     | Mark Salazar                                             | 93 954                                                   | 31,4                                                     |
| Total des votes                                          | Total des votes                                          | Total des votes                                          | 298 896                                                  | 100%                                                     |
|                                                          | Les Républicains conservent                              |                                                          |                                                          |                                                          |

### 2018 (spéciale)
| Élection spéciale de 2018 du 8e district congressionnel d'Arizona | Élection spéciale de 2018 du 8e district congressionnel d'Arizona | Élection spéciale de 2018 du 8e district congressionnel d'Arizona | Élection spéciale de 2018 du 8e district congressionnel d'Arizona | Élection spéciale de 2018 du 8e district congressionnel d'Arizona |
| ----------------------------------------------------------------- | ----------------------------------------------------------------- | ----------------------------------------------------------------- | ----------------------------------------------------------------- | ----------------------------------------------------------------- |
| Parti                                                             | Parti                                                             | Candidat                                                          | Votes                                                             | %                                                                 |
|                                                                   | Républicain                                                       | Debbie Lesko                                                      | 96 012                                                            | 52,37                                                             |
|                                                                   | Démocrate                                                         | Hiral Tipirneni (en)                                              | 87 331                                                            | 47.63%                                                            |
| Total des votes                                                   | Total des votes                                                   | Total des votes                                                   | 183 343                                                           | 100%                                                              |
|                                                                   | Les Républicains conservent                                       |                                                                   |                                                                   |                                                                   |

### 2018
| Élection de 2018 du 8e district congressionnel d'Arizona | Élection de 2018 du 8e district congressionnel d'Arizona | Élection de 2018 du 8e district congressionnel d'Arizona | Élection de 2018 du 8e district congressionnel d'Arizona | Élection de 2018 du 8e district congressionnel d'Arizona |
| -------------------------------------------------------- | -------------------------------------------------------- | -------------------------------------------------------- | -------------------------------------------------------- | -------------------------------------------------------- |
| Parti                                                    | Parti                                                    | Candidat                                                 | Votes                                                    | %                                                        |
|                                                          | Républicain                                              | Debbie Lesko (sortante)                                  | 168 835                                                  | 55,5                                                     |
|                                                          | Démocrate                                                | Hiral Tipirneni (en)                                     | 135 569                                                  | 44,5                                                     |
|                                                          | New Paradigm Party                                       | Steven Hummel (write-in)                                 | 13                                                       | 0.0%                                                     |
| Total des votes                                          | Total des votes                                          | Total des votes                                          | 304 417                                                  | 100%                                                     |
|                                                          | Les Républicains conservent                              |                                                          |                                                          |                                                          |

### 2020
| Élection de 2020 du 8e district congressionnel d'Arizona | Élection de 2020 du 8e district congressionnel d'Arizona | Élection de 2020 du 8e district congressionnel d'Arizona | Élection de 2020 du 8e district congressionnel d'Arizona | Élection de 2020 du 8e district congressionnel d'Arizona |
| -------------------------------------------------------- | -------------------------------------------------------- | -------------------------------------------------------- | -------------------------------------------------------- | -------------------------------------------------------- |
| Parti                                                    | Parti                                                    | Candidat                                                 | Votes                                                    | %                                                        |
|                                                          | Républicain                                              | Debbie Lesko (sortante)                                  | 251 633                                                  | 59,6                                                     |
|                                                          | Démocrate                                                | Michael Muscato                                          | 170 816                                                  | 40,4                                                     |
|                                                          | Write-in                                                 | Write-in                                                 | 18                                                       | 0,0                                                      |
| Total des votes                                          | Total des votes                                          | Total des votes                                          | 422 467                                                  | 100%                                                     |
|                                                          | Les Républicains conservent                              |                                                          |                                                          |                                                          |

### 2022
| Primaire Républicaine de 2022 du 8e district congressionnel d'Arizona | Primaire Républicaine de 2022 du 8e district congressionnel d'Arizona | Primaire Républicaine de 2022 du 8e district congressionnel d'Arizona | Primaire Républicaine de 2022 du 8e district congressionnel d'Arizona | Primaire Républicaine de 2022 du 8e district congressionnel d'Arizona |
| --------------------------------------------------------------------- | --------------------------------------------------------------------- | --------------------------------------------------------------------- | --------------------------------------------------------------------- | --------------------------------------------------------------------- |
| Parti                                                                 | Parti                                                                 | Candidat                                                              | Votes                                                                 | %                                                                     |
|                                                                       | Républicain                                                           | Debbie Lesko (sortante)                                               | 100 629                                                               | 100                                                                   |

| Élection de 2022 du 8e district congressionnel d'Arizona | Élection de 2022 du 8e district congressionnel d'Arizona | Élection de 2022 du 8e district congressionnel d'Arizona | Élection de 2022 du 8e district congressionnel d'Arizona | Élection de 2022 du 8e district congressionnel d'Arizona |
| -------------------------------------------------------- | -------------------------------------------------------- | -------------------------------------------------------- | -------------------------------------------------------- | -------------------------------------------------------- |
| Parti                                                    | Parti                                                    | Candidat                                                 | Votes                                                    | %                                                        |
|                                                          | Républicain                                              | Debbie Lesko (sortante)                                  | 197 555                                                  | 96,5                                                     |
|                                                          | Démocrate                                                | Jeremy Spreitzer (write-in)                              | 5 145                                                    | 2,5                                                      |
|                                                          | Démocrate                                                | Alixandria Guzman (write-in)                             | 2 013                                                    | 1,0                                                      |
| Total des votes                                          | Total des votes                                          | Total des votes                                          | 204 713                                                  | 100%                                                     |
|                                                          | Les Républicains conservent                              |                                                          |                                                          |                                                          |

### 2024
| Primaire Républicaine de 2024 du 8e district congressionnel d'Arizona | Primaire Républicaine de 2024 du 8e district congressionnel d'Arizona | Primaire Républicaine de 2024 du 8e district congressionnel d'Arizona | Primaire Républicaine de 2024 du 8e district congressionnel d'Arizona | Primaire Républicaine de 2024 du 8e district congressionnel d'Arizona |
| --------------------------------------------------------------------- | --------------------------------------------------------------------- | --------------------------------------------------------------------- | --------------------------------------------------------------------- | --------------------------------------------------------------------- |
| Parti                                                                 | Parti                                                                 | Candidat                                                              | Votes                                                                 | %                                                                     |
|                                                                       | Républicain                                                           | Abraham Hamadeh                                                       | 30 686                                                                | 29,9                                                                  |
|                                                                       | Républicain                                                           | Blake Masters                                                         | 26 422                                                                | 25,7                                                                  |
|                                                                       | Républicain                                                           | Ben Toma                                                              | 21 549                                                                | 21,0                                                                  |
|                                                                       | Républicain                                                           | Trent Franks                                                          | 16 714                                                                | 16,3                                                                  |
|                                                                       | Républicain                                                           | Anthony Kern                                                          | 4922                                                                  | 4,8                                                                   |
|                                                                       | Républicain                                                           | Patrick Briody                                                        | 2336                                                                  | 2,3                                                                   |

| Primaire Démocrate de 2024 du 8e district congressionnel d'Arizona | Primaire Démocrate de 2024 du 8e district congressionnel d'Arizona | Primaire Démocrate de 2024 du 8e district congressionnel d'Arizona | Primaire Démocrate de 2024 du 8e district congressionnel d'Arizona | Primaire Démocrate de 2024 du 8e district congressionnel d'Arizona |
| ------------------------------------------------------------------ | ------------------------------------------------------------------ | ------------------------------------------------------------------ | ------------------------------------------------------------------ | ------------------------------------------------------------------ |
| Parti                                                              | Parti                                                              | Candidat                                                           | Votes                                                              | %                                                                  |
|                                                                    | Démocrate                                                          | Gregory Whitten                                                    | 47 406                                                             | 100                                                                |

| Élection de 2024 du 8e district congressionnel d'Arizona | Élection de 2024 du 8e district congressionnel d'Arizona | Élection de 2024 du 8e district congressionnel d'Arizona | Élection de 2024 du 8e district congressionnel d'Arizona | Élection de 2024 du 8e district congressionnel d'Arizona |
| -------------------------------------------------------- | -------------------------------------------------------- | -------------------------------------------------------- | -------------------------------------------------------- | -------------------------------------------------------- |
| Parti                                                    | Parti                                                    | Candidat                                                 | Votes                                                    | %                                                        |
|                                                          | Républicain                                              | Abraham Hamadeh                                          | 208 269                                                  | 56,5                                                     |
|                                                          | Démocrate                                                | Gregory Whitten                                          | 160 344                                                  | 43,5                                                     |
| Total des votes                                          | Total des votes                                          | Total des votes                                          | 368 613                                                  | 100 %                                                    |
|                                                          | Les Républicains conservent                              |                                                          |                                                          |                                                          |